# Majhemout Diop
Pour les articles homonymes, voir Diop.
Majhemout Diop (30 septembre 1922-27 janvier 2007) est un homme politique sénégalais qui fut le leader du Parti africain de l'indépendance (PAI).

## Biographie
Majhemout Diop est né le 30 septembre 1922 à Saint-Louis.

## Œuvres
- Histoire des classes sociales dans l'Afrique de l'Ouest, L'Harmattan, 1971-1972
- Étude sur le salariat (Haut-Sénégal-Niger, Soudan, Mali) (1884-1969), ISHM, 1975
- Mémoires de luttes, Présence africaine, 2007